# Judith Jamison
Judith Ann Jamison (ur. 10 maja 1943 w Filadelfii, zm. 9 listopada 2024 w Nowym Jorku), afroamerykańska tancerka i choreografka.
W 1965 została solistką baletu Alvin Ailey American Dance Theater, którego dyrektorem artystycznym była w latach 1989–2011.
W 1999 otrzymała nagrodę Kennedy Center Honors, zaś w 2001 – National Medal of Arts.